# Ogień nad otchłanią
Ogień nad otchłanią (tyt. oryg. A Fire Upon the Deep) – powieść science fiction z elementami space opery amerykańskiego pisarza Vernora Vingego. Wydana w 1992 r. przez wydawnictwo Tor Books, zdobyła nagrodę Hugo w 1993.

## Fabuła
Ewakuujący ludzkie dzieci statek kosmiczny rozbija się na planecie, gdzie panującą rasą są Szpony − grupowe umysły, fizycznie podobne do psów. Stwory są agresywne i zabijają dorosłą załogę, ale są między Szponami i stworzenia konstruktywniej myślące - między dwoma wrogimi obozami nieuchronnie zbliża się wojna.
W tym samym czasie bardzo rozwinięte technologicznie universum zostaje dotknięte przez Plagę − superzłośliwą inteligencję, która może zniszczyć wszystkie istniejące światy. Ocalenie, jak się okazuje, znajduje się właśnie na tym rozbitym statku. Rusza więc ekspedycja ratunkowa, złożona z dwojga ludzi (w tym jednego sztucznie ożywionego) i dwojga dziwacznych organizmów - niby-roślin poruszających się na miniwózeczkach. Goni ich kilka innych flotylli, w większości wrogich. Na planecie z kolei zaognia się konflikt między wrogimi stronnictwami Szponów. Na szczęście pomoc przychodzi w porę, ratuje te mądrzejsze ze Szponów i ludzkie dzieci, a remedium ze statku-rozbitka niszczy Plagę i unieszkodliwia pościg.
Kontynuacją Ognia nad otchłanią jest powieść Otchłań w niebie (1999), która zdobyła nagrody Hugo, Nagrodę Campbella i Nagrodę Prometeusza w 2000 r.)